# تغذية الحيوان
تغذية الحيوان يركز على الاحتياجات الغذائية للحيوانات، في المقام الأول في الزراعة وإنتاج الأغذية، ولكن أيضا في حدائق الحيوان وأحواض السمك وإدارة الحياة البرية.
هناك سبع فئات رئيسية من العناصر الغذائية: الكربوهيدرات والدهون والألياف الغذائية والعناصر المعدنية الغذائية والبروتينات والفيتامينات والماء.

## مكونات النظام الغذائي
توفر المغذيات الكبيرة (باستثناء الألياف والمياه) مواد هيكلية (الأحماض الأمينية التي تبنى عليها البروتينات، والدهون التي تبنى منها أغشية الخلايا وبعض جزيئات الإشارة) والطاقة. يمكن استخدام بعض المواد الهيكلية لتوليد الطاقة داخليا ، على الرغم من أن الطاقة الصافية تعتمد على عوامل مثل الامتصاص والجهد الهضمي، والتي تختلف بشكل كبير من المثال إلى المثال. لا توفر الفيتامينات والمعادن والألياف والماء الطاقة، ولكنها مطلوبة لأسباب أخرى. يبدو أيضا أن هناك حاجة إلى مادة غذائية من الدرجة الثالثة، الألياف (أي مواد غير قابلة للهضم مثل السليلوز)، لأسباب ميكانيكية وكيميائية على حد سواء، على الرغم من أن الأسباب الدقيقة لا تزال غير واضحة.
تتكون جزيئات الكربوهيدرات والدهون من ذرات الكربون والهيدروجين والأكسجين. وتتراوح الكربوهيدرات من السكريات الأحادية البسيطة (الجلوكوز والفركتوز والجلاكتوز) إلى السكريات المعقدة (النشا). الدهون هي الدهون الثلاثية، المصنوعة من مونومرات الأحماض الدهنية المتنوعة منضمة إلى العمود الفقري الجلسرين. بعض الأحماض الدهنية، ولكن ليس كلها، ضرورية في النظام الغذائي: لا يمكن تركيبها في الجسم. تحتوي جزيئات البروتين على ذرات نيتروجين بالإضافة إلى الكربون والأكسجين والهيدروجين. المكونات الأساسية للبروتين هي الأحماض الأمينية التي تحتوي على النيتروجين. الأحماض الأمينية الأساسية لا يمكن أن تكون مصنوعة من الحيوان. بعض الأحماض الأمينية قابلة للتحويل (مع إنفاق الطاقة) إلى الجلوكوز ويمكن استخدامها لإنتاج الطاقة مثل الجلوكوز العادي. من خلال كسر البروتين الموجود، يمكن إنتاج بعض الجلوكوز داخليا. يتم التخلص من الأحماض الأمينية المتبقية، في المقام الأول مثل اليوريا في البول. هذا يحدث عادة فقط خلال التجويع لفترات طويلة.
لا يتم تحديد المواد الغذائية الأخرى الموجودة في الأطعمة النباتية (المواد الكيميائية النباتية، البوليفينول) كمواد غذائية أساسية ولكن يبدو أنها تؤثر على الصحة بطرق إيجابية وسلبية. تحتوي معظم الأطعمة على مزيج من بعض أو كل طبقات المغذيات مع مواد أخرى. يمكن تخزين بعض العناصر الغذائية داخليا (على سبيل المثال، الفيتامينات القابلة للذوبان في الدهون)، في حين أن البعض الآخر يحتاج إلى أكثر أو أقل باستمرار. يمكن أن يكون سبب سوء الصحة هو نقص المواد الغذائية المطلوبة، أو في الحالات القصوى، الكثير من المغذيات المطلوبة. على سبيل المثال، يوفر كلا الملح الصوديوم والكلوريد، وهما عنصران غذائيان أساسيان، ولكنهما يسببان المرض أو حتى الموت بكميات كبيرة للغاية.
الألياف الغذائية هي الكربوهيدرات (السكاريد أو oligosaccharide) التي يتم امتصاصها بشكل غير كامل في بعض الحيوانات.

### بروتين
البروتينات هي أساس العديد من هياكل جسم الحيوان (مثل العضلات والجلد والشعر). كما أنها تشكل الإنزيمات التي تتحكم في التفاعلات الكيميائية في جميع أنحاء الجسم. يتكون كل جزيء من الأحماض الأمينية التي تتميز بإدراج النيتروجين وأحيانا الكبريت. يتطلب الجسم الأحماض الأمينية لإنتاج بروتينات جديدة (الاحتفاظ بالبروتين) واستبدال البروتينات التالفة (الصيانة). بما أنه لا يوجد أي تخزين للبروتين أو الأحماض الأمينية، يجب أن تكون الأحماض الأمينية موجودة في النظام الغذائي. يتم التخلص من الأحماض الأمينية الزائدة، وعادة في البول. بالنسبة لجميع الحيوانات، تعتبر بعض الأحماض الأمينية ضرورية (لا يستطيع الحيوان إنتاجها داخليا) وبعضها غير ضروري (يمكن للحيوان أن ينتجها من مركبات أخرى تحتوي على النيتروجين). النظام الغذائي الذي يحتوي على كميات كافية من الأحماض الأمينية (خاصةً تلك الضرورية) له أهمية خاصة في بعض المواقف: خلال التطور المبكر والنضج، والحمل، والإرضاع، أو الإصابة (الحروق، على سبيل المثال).
يمكن تحويل عدد قليل من الأحماض الأمينية من البروتين إلى الجلوكوز واستخدامها للوقود من خلال عملية تسمى الجلوكوزينيسيس. يتم ذلك بكمية فقط خلال المجاعة.

### المعادن
المعادن الغذائية هي العناصر الكيميائية المطلوبة من قبل الكائنات الحية، وغيرها من العناصر الأربعة الكربون، الهيدروجين، النيتروجين، والأكسجين الموجودة في الجزيئات العضوية تقريبا. مصطلح «المعدنية» قديم، لأن القصد منه هو وصف العناصر الأقل شيوعًا في النظام الغذائي.
العديد من العناصر ضرورية في الكمية النسبية؛ يطلق عليهم عادة «المعادن السائبة». بعضها بنيوي، لكن العديد منها يلعب دورًا كالمحركات الكهربائية. وتشمل علي:
• الكالسيوم، المنحل بالكهرباء المشتركة، ولكنه يحتاج أيضاً إلى تركيبة بنيوية (لصحة العضلات والجهاز الهضمي، والعظام، وبعض الأشكال تحييد الحموضة، وقد يساعد على إزالة السموم، وتوفير أيونات إشارات لوظائف الأعصاب والغشاء)
• الكلور مثل أيونات الكلوريد. بالكهرباء شائعة جدا
• المغنيسيوم، المطلوب لمعالجة ATP والتفاعلات ذات الصلة (يبني العظام، يسبب التمعج القوي، يزيد المرونة، يزيد القلوية)
• الفوسفور، عنصر ضروري للعظام؛ ضروري لتجهيز الطاقة
• البوتاسيوم، وهو بالكهرباء شائع جدا (صحة القلب والأعصاب)
• الصوديوم، المنحل بالكهرباء شائع جدا
• الكبريت لثلاثة أحماض أمينية وبالتالي العديد من البروتينات (الجلد والشعر والأظافر والكبد والبنكرياس)
هناك العديد من العناصر المطلوبة بكميات ضئيلة، عادة لأنها تلعب دورًا محفزًا في الإنزيمات

### فيتامينات
نقص فيتامين قد يؤدي إلى حالات المرض. كما أن زيادة بعض الفيتامينات يشكل خطراً على الصحة (خاصةً فيتامين أ)، وقد تمكن باحثي التغذية الحيوانية من إنشاء مستويات آمنة لبعض الحيوانات الشريكة. النقص أو الفائض من المعادن يمكن أن يكون له أيضا عواقب صحية خطيرة.

### الرماد
على الرغم من عدم وجود المغذيات في الواقع، إلا أنه يمكن العثور على مدخل للرماد في بعض الأحيان على ملصقات التغذية، وخاصة بالنسبة لأغذية الحيوانات الأليفة. يقيس هذا الدخول وزن المواد غير العضوية المتبقية بعد حرق الطعام لمدة ساعتين عند 600 درجة مئوية. وبالتالي، فإنه لا يشمل الماء والألياف والمواد المغذية التي توفر السعرات الحرارية، ولكنها تتضمن بعض العناصر الغذائية، مثل المعادن
كثير من الرماد قد يساهم في متلازمة المسالك البولية للقطط في القطط المنزلية.

### الجراثيم البكتيرية المعوية
تحتوي الأمعاء الحيوانية على عدد كبير من جراثيم الأمعاء التي تعتبر ضرورية لعملية الهضم وتتأثر أيضًا بالأطعمة التي يتم تناولها.